# 大王之夢
《大王之夢》（韓語：대왕의 꿈）是韓國KBS 1TV 自2012年9月8日起播出的大河連續劇，也是三國時代英雄傳第三部。

## 演員陣容
（帶†者為角色去世，()中集數代表去世集數）

### 主要人物
- 金春秋：蔡相宇（少年）、崔秀宗（成年）
- 金庾信：盧英學（少年）、金庾石（成年）
- 善德女王：宣珠兒（朝鲜语：선주아）（少年）、朴柱美（1-18集）、洪銀姬（19-70集）[註 1]
- 僧滿王后：金賢秀（少年）、李英雅（成年）

### 新羅

#### 金春秋家門
- 金龍春：鄭東煥
- 天明公主：趙慶淑
- 寶羅宮主：秋素英
- 文姬：Lina
- 寶姬（朝鲜语：영창부인）：閔智雅
- 古陀炤：鄭多彬（少年）、朴歌梨娜（成年）
- 金法敏：金進盛（少年）、李宗秀（成年）
- 金仁問：全廣鎮
- 慈儀王后
- 金舒玄：金東允（青年）、崔日和（中年）
- 萬明夫人：金相美（青年）、金藝玲（中年）
- 金欽純：朴載雄
- 齋梅夫人：金賢琡
- 金三光（朝鲜语：김삼광）：金東允
- 智炤夫人：賈媛

#### 王室
- 真平王：金河鈞
- 思道太后：鄭再順
- 國飯 葛文王：洪日權
- 萬呼太后：趙洋慈
- 摩耶王后：林蘭英
- 寶良宮主（朝鲜语：보량궁주）：李詩媛
- 寶路殿君：張民喬
- 萬華：千寶根
- 真德女王：孫汝恩

#### 政治貴族
- 閼川：任革
- 肅訖宗：徐仁錫
- 乙祭：李佑錫
- 金后稷：朴哲勇
- 林宗：楊載成
- 虎林（朝鲜语：호림）：李日載
- 廉長：裴道桓
- 毗曇：崔哲浩
- 廉宗（朝鲜语：염종）：姜智厚
- 金剛（朝鲜语：금강 (신라)）：金明國
- 使辰：李原錫

#### 新羅中興要角
- 劒君：金赫
- 禮元：崔王純
- 良圖（朝鲜语：양도공）：李明豪
- 軍官（朝鲜语：김군관）：鄭煜
- 天光（朝鲜语：천광공）：俞民豪
- 官昌：尹洪彬
- 盤屈（朝鲜语：반굴）：金池勳
- 金品日（朝鲜语：김품일）：李原發
- 金進柱：崔圭桓

#### 鬼門團
- 鼻荊（朝鲜语：비형랑）：張東稷
- 蘭勝：金京龍
- 吉達：李政用
- 溫君解：盧榮柱（少年）
- 天官女：李世榮
- 詩奴：金真伊
- 釵菲：李我珥
- 毛尺（朝鲜语：모척）：張俊寧
- 湖朗：Maya
- 妙朗：金賢貞
- 妍花：姜睿序（少年）、洪秀兒（成年）

#### 其他
- 圓光法師（朝鲜语：원광）：李大路
- 萬忠：白載鎮
- 天德：崔范浩
- 白錫：趙載元
- 柒宿（朝鲜语：칠숙）：李哲民
- 石品（朝鲜语：석품）：廉哲浩
- 金品釋：金洪表
- 劍日（朝鲜语：검일）：李丙旭
- 强首：金泰亨（朝鲜语：김태형 (배우)）

### 高句麗
- 淵蓋蘇文†(69集) ：崔東俊
- 寶藏王：安善宇
- 安舜：？
- 淵淨土：？
- 淵男生：崔昱俊
- 淵男建：李奂
- 淵男產：？
- 惱音信†(69集) ：金先東
- 信诚法师：？

### 百濟
- 武王†(32集)：朴哲浩
- 義慈王†(60集)：李鎮宇
- 扶余隆：孔政煥
- 扶餘泰（朝鲜语：부여태）：許正民
- 扶餘孝（朝鲜语：부여효）：金民基
- 扶余丰：张太成
- 階伯†(58集)：崔宰誠
- 允忠（朝鲜语：윤충）†(50集)：崔佑俊
- 成忠†(53集)：金元裴
- 興首（朝鲜语：흥수）：任秉基
- 常永†(60集)：元錫淵
- 義直（朝鲜语：의직）†(50集)：崔東業
- 階路†(30集)：車基桓
- 花時†(58集)：洪仁永
- 道琛†(64集)：鄭承宇
- 階伯妻†(54集)：趙銀淑
- 道忠†(60集)：金哲奇
- 福信†(67集)：金永基
- 扶餘忠勝†(68集)：赵泰丰

### 唐朝
- 唐太宗†(51集)：尹承原
- 唐高宗：徐東守
- 蘇定方†(69集)：鄭洪采
- 董寶亮：方亨柱
- 劉仁願：宣東赫
- 王文度†(61集)：黄天祐
- 劉仁軌：金永善
- 李世勣：韓兌一
- 薛仁贵：成民秀
- 孙仁师：崔洛熙
- 唐兵：雅各†(60集)、吳尙薰

### 倭
- 皇極天皇†(67集)：金玟景
- 孝德天皇†(61集)：金镇國
- 天智天皇：安興辰
- 蘇我入鹿†(41集)：鄭鎭珏（朝鲜语：정진각）
- 藤原鎌足：盧勝振

## 插曲
| 歌名 | 歌手                |
| 心路 | Jessica（少女時代） |